# Мілево-Рончкі
Мілево-Рончкі (пол. Milewo-Rączki) — село в Польщі, у гміні Красне Пшасниського повіту Мазовецького воєводства.
Населення — 98 осіб (2011).
У 1975-1998 роках село належало до Цехановського воєводства.

## Демографія
Демографічна структура станом на 31 березня 2011 року:
|          | Загалом | Допрацездатний вік | Працездатний вік | Постпрацездатний вік |
| -------- | ------- | ------------------ | ---------------- | -------------------- |
| Чоловіки | 39      | 3                  | 30               | 6                    |
| Жінки    | 59      | 12                 | 32               | 15                   |
| Разом    | 98      | 15                 | 62               | 21                   |